# Ходов (Соколов)
Ходов (чеш. Chodov) град је у Чешкој Републици. Ходов је у оквиру управне јединице Карловарски крај, где припада округу Соколов.

## Географија
Ходов се налази у крајње западном делу Чешке републике, близу државне границе са Немачком - граница је удаљена 17 км северно од града. Град је удаљен од 140 км западно од главног града Прага, а од првог већег града, Карлових Вари, свега 10 км западно.
Град Ходов је смештен на прелазу између две историјске покрајине, Бохемије и Саксоније. Град лежи на крајњем ободу Средњочешке котлине, на приближно 420 м надморске висине. Град се образовао близу реке Охре.

## Историја
Подручје Ходова било је насељено још у доба праисторије. У раном средњем веку подручје насељавају Словени. Насеље под данашњим називом први пут се у писаним документима спомиње у 1195. године, али је вековима био мало насеље са немачким становништвом.
Крајем 19. века овде су откривене велике наслаге угља, па се насеље почело брзо развијати. 1894. године добило је и градска права.
1919. године Ходов је постао део новоосноване Чехословачке. 1938. године Ходов, као насеље са немачком већином, је отцепљен од Чехословачке и припојен Трећем рајху у склопу Судетских области. После Другог светског рата месни Немци су се присилно иселили из града у матицу. У време комунизма град је нагло индустријализован. После осамостаљења Чешке дошло је до опадања активности тешке индустрије и до проблема са преструктурирањем привреде.

## Становништво
Ходов данас има око 14.000 становника и последњих година број становника у граду опада. Поред Чеха у граду живе и Словаци и Роми.

## Слике градских грађевина
- Евангелистичка црква
- Римокатоличка црква св. Вавринке
- Железничка станица у Ходову